# Johann Jäger

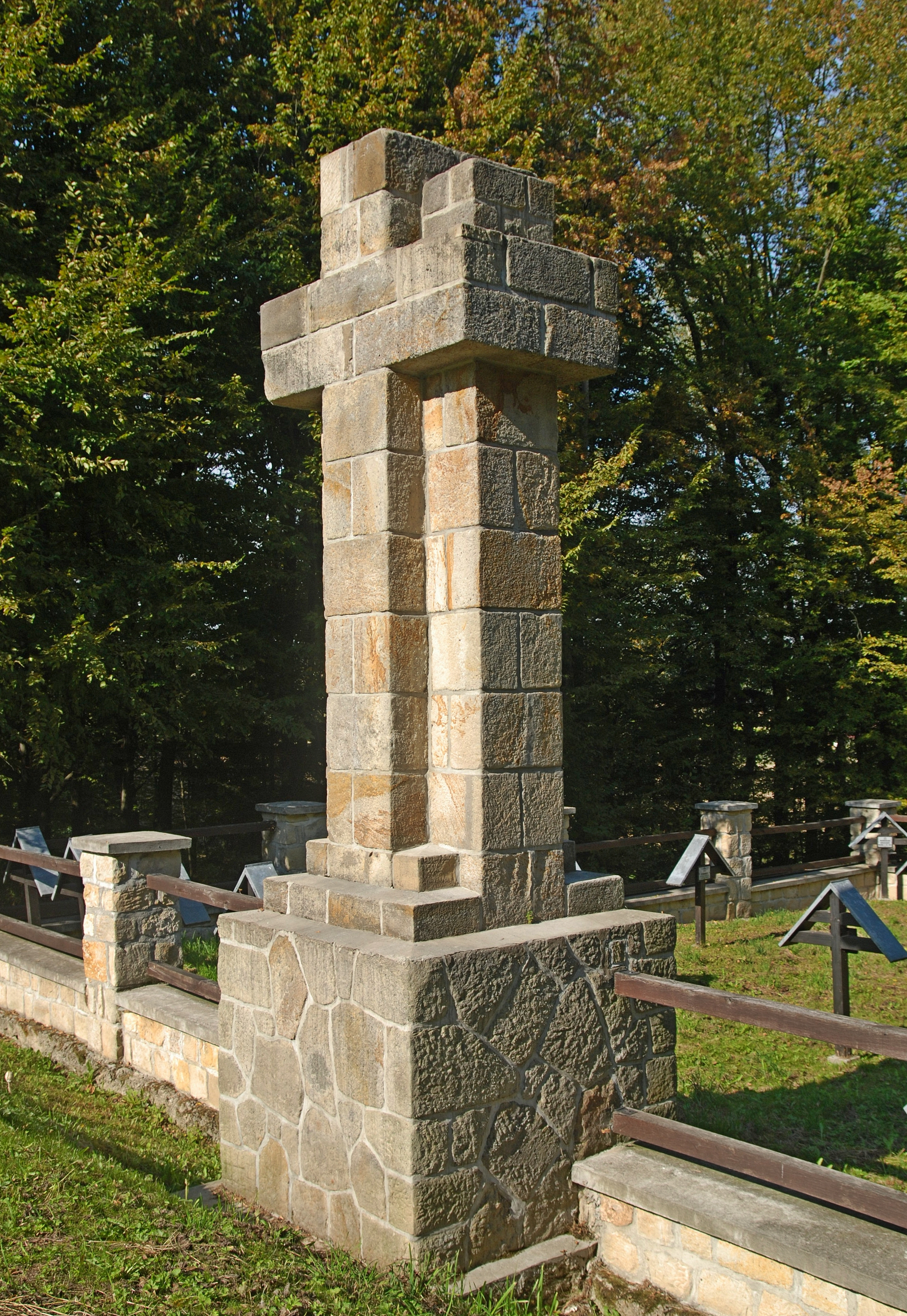
Krzyż Cmentarz wojenny nr 31 – Szerzyny

Johann Jäger – niemiecki porucznik, inżynier budowlany, projektant nekropolii w okresie I wojny światowej. 

## Życiorys
W kadrze Oddziału Grobów Wojennych C. i K. Komendantury Wojskowej w Krakowie Jäger został wymieniony w grupie rzeźbiarzy. Był kierownikiem artystycznym Okręgu II (jasielskiego), od 25 lipca 1917 do końca akcji również jego komendantem. Zaprojektował prawie wszystkie cmentarze w podległym okręgu. Jego dzieła nie były zbyt wysoko oceniane – przez wielu autorów uznawane za „typowo niemieckie”, lub nawet przesadnie „teutońskie”. Z tego względu są przeciwstawiane twórczości działającego w sąsiednim Okręgu I (żmigrodzkim) Dušana Jurkoviča (pol. Duszana Jurkowicza). 
Jäger pozostawił jednak również interesujące i niekonwencjonalne założenia przestrzenne nekropolii, m.in. cmentarz nr. 14 w Cieklinie, czy położony nieopodal kurhanowy grób zbiorowy (cmentarz nr. 13). Jäger zaprojektował też małe drewniane krzyże na kolumnowych cokołach, wzorowane na nagrobkach cmentarzy rumuńskich w Karpatach.